# Balkáni páncélfenyő
A balkáni páncélfenyő, vagy egyszerűen balkáni fenyő (Pinus heldreichii) a fenyőfélék családjába tartozó örökzöld fa. A Balkán-félszigetről és Kalábriából (Dél-Olaszország) származik.

## Származása, elterjedése
Észak-Görögország, Albánia, Bosznia-Hercegovina — tehát a szubmediterrán flóraterület; minimális kivétellel annak nyugat-balkáni flóratartománya (Illiricum).

## Megjelenése, felépítése
Karcsú, kúpos 25 méter magasra növő örökzöld. Szürke kérge kis, szögletes pikkelyekre töredezett.
Merev, 9 cm hosszú, sötétzöld, szúrós tűlevelei kettesével állnak. A levélpárok a hamvas szárhoz simulnak.
Sárga porzós és bíborvörös termős tobozai a hajtásvégeken állnak magányosan vagy párosával (Józsa). A 10 cm hosszú tojásdad toboztermés fiatalon mélykék, két év alatt sárgásbarnára érik.
Sötétzöld lombja, kék színű fiatal tobozai és jellemző elterjedési területe alapján könnyen elkülöníthető a rokon fajoktól.
Hasonlít a feketefenyőhöz, de tűi rövidebbek.

## Alfajok, változatok
Legfontosabb alfaja (illetve változata) a Pinus heldreichii leucodermis (Pinus heldreichii var. leucodermis (Antoine) Markgr. ex Fitschen). Ezt egyes szerzők (Józsa) önálló fajnak (Pinus leucodermis Ant. tartják. Sötétzöld levelei párosával úgy hajlanak a hajtásra, hogy végeik túllógnak a hajtáscsúcson, ami a hatást ecsetszerűvé teszi. Éretlen tobozai feketéslilák, majd szürkésbarnára fakulnak.
Sziklakertbe való törpe fajtája a tömör gömb alakú P. heldreichii leucodermis ‘Schmidtii’.

## Életmódja, termőhelye
A legtöbb fenyőtől eltérően jól tűri a meszes talajt, ezért eredeti élőhelyei  mészkőhegységek. Ennek megfelelően a szárazságot is jól tűri (Józsa).
Rendkívül hosszú életű; a Balkán-félsziget egyik legidősebb fája, egy Bulgáriában, a Pirin Nemzeti Parkban álló,, 1300 éves páncélfenyő. Ezt felfedezőjéről Bajkusev-fenyőnek nevezték el.
Virágai nyár elején nyílnak.

## Képek

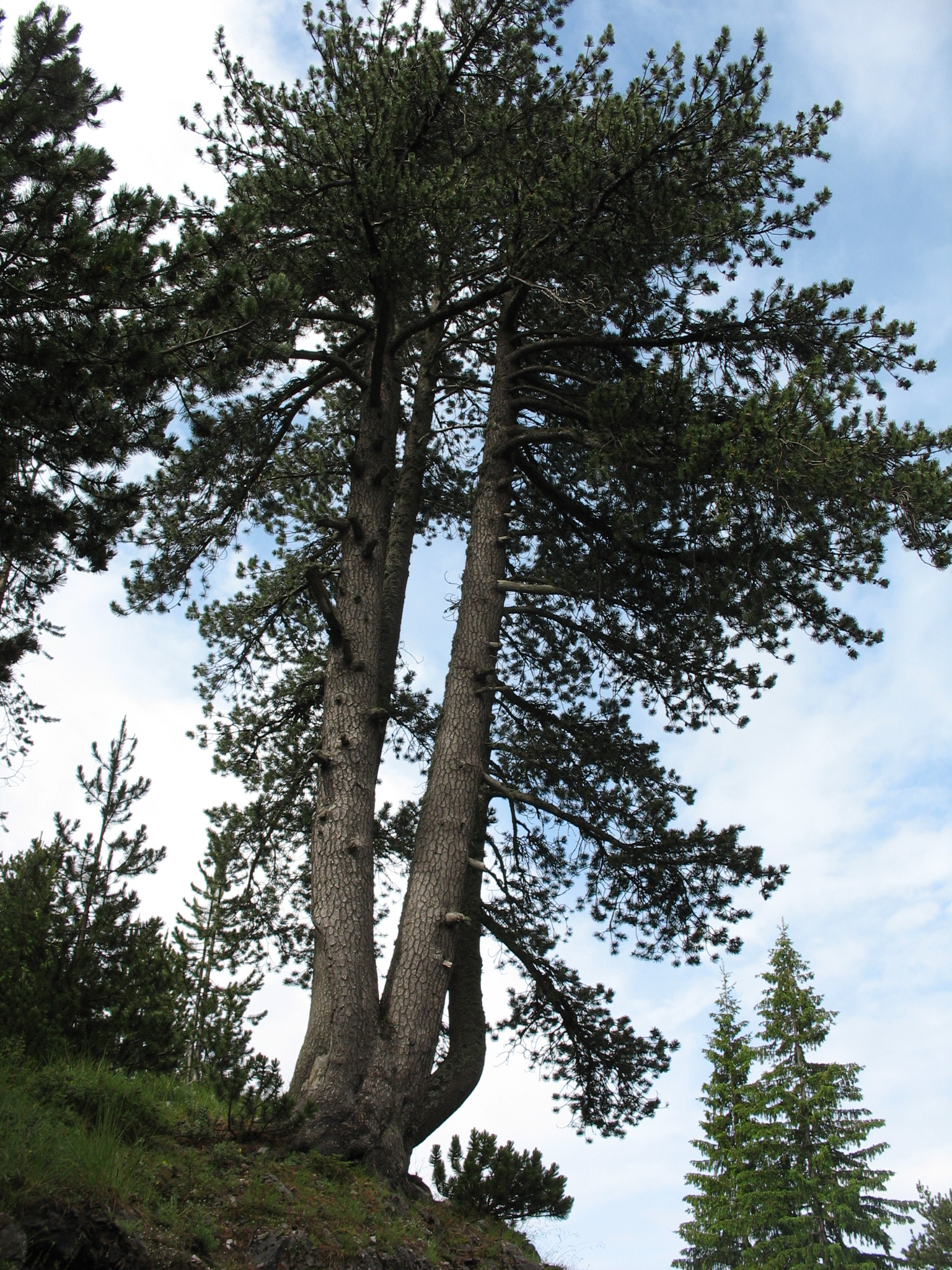
Habitusa
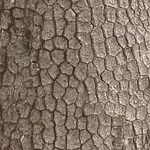
Kérge
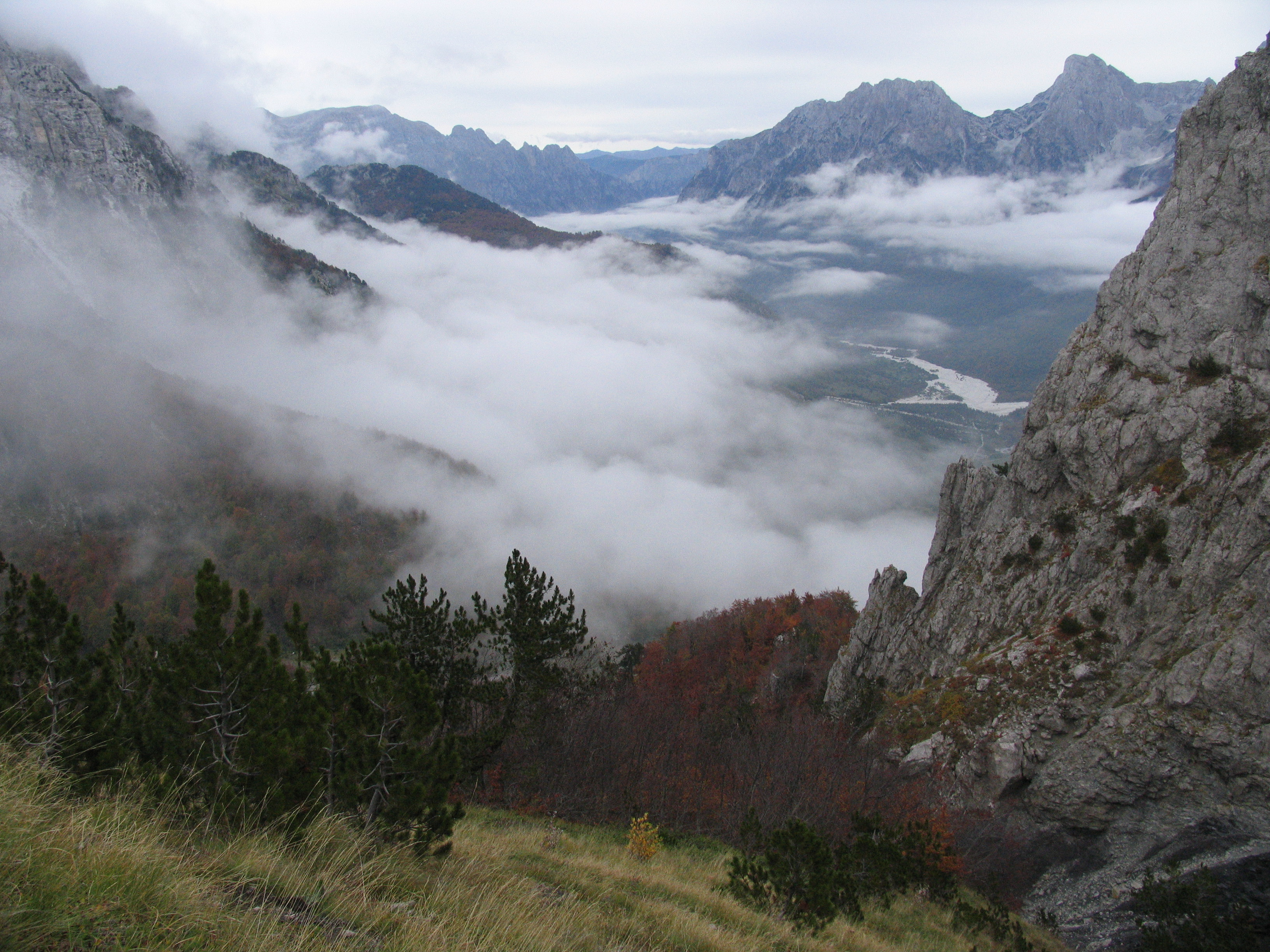
Termőhelyén
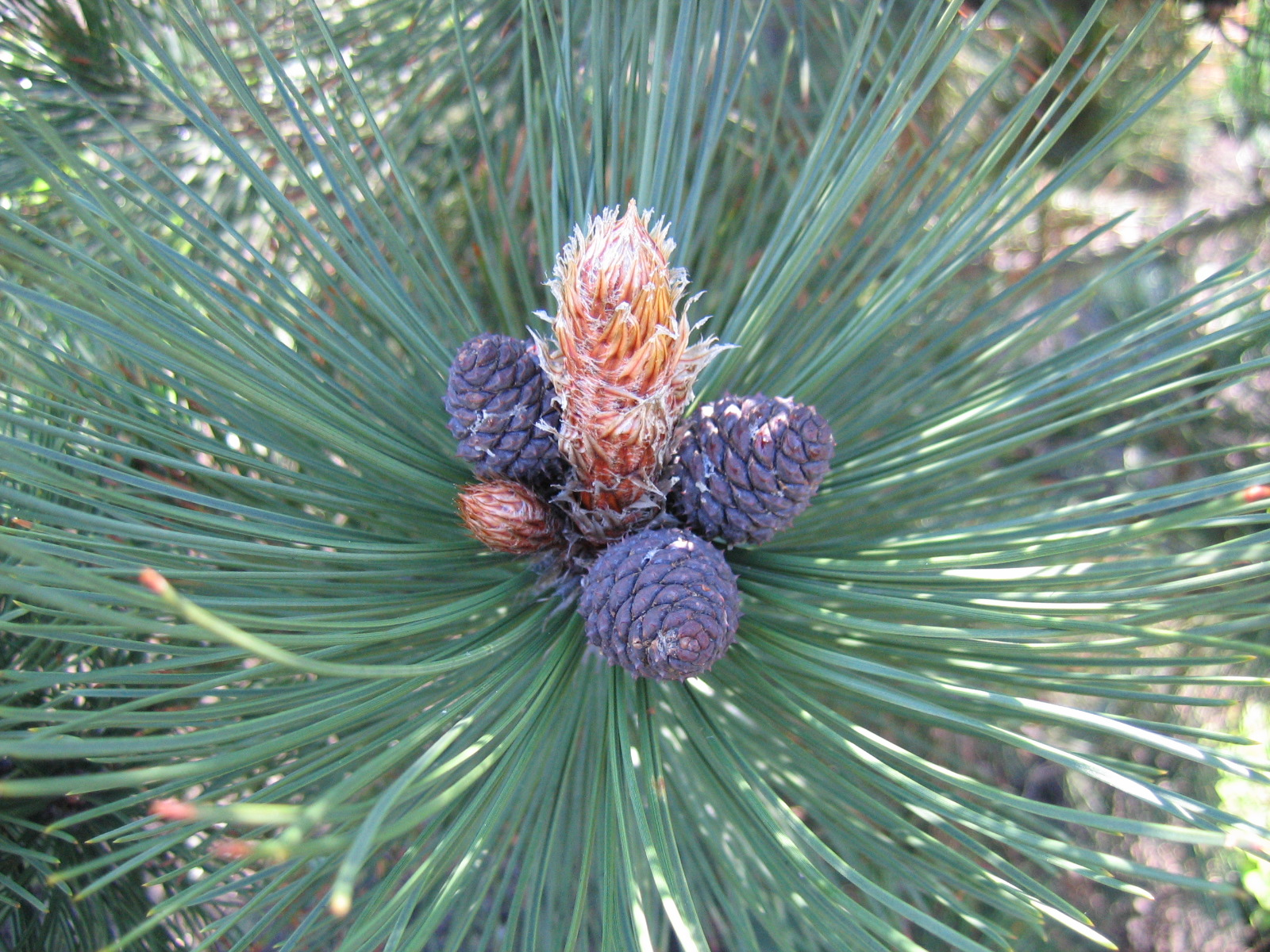
Levele és éretlen toboza
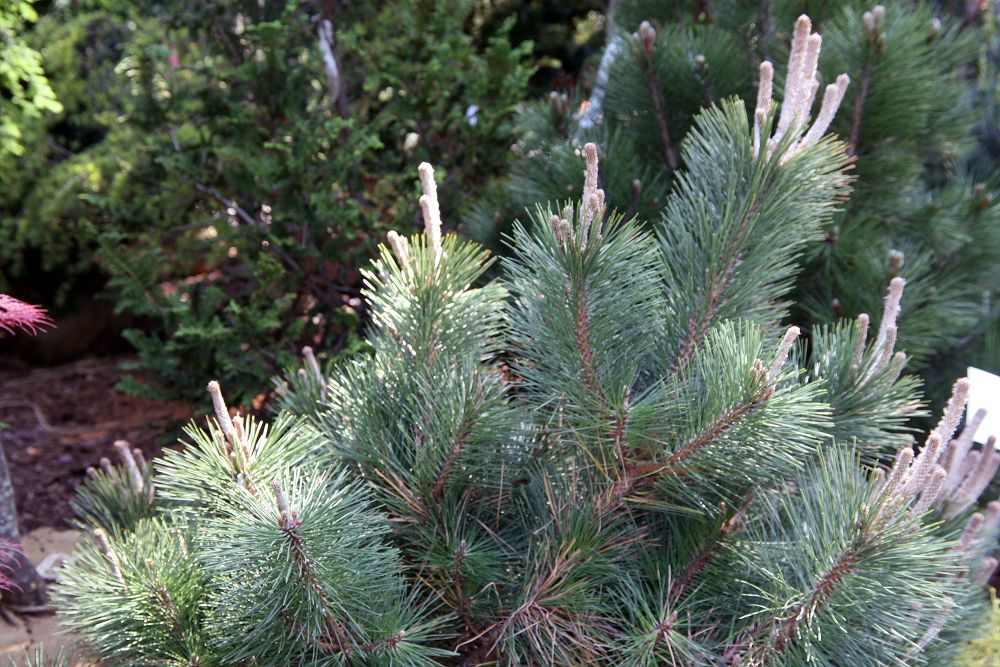
P.h.l. „Compact Gem”
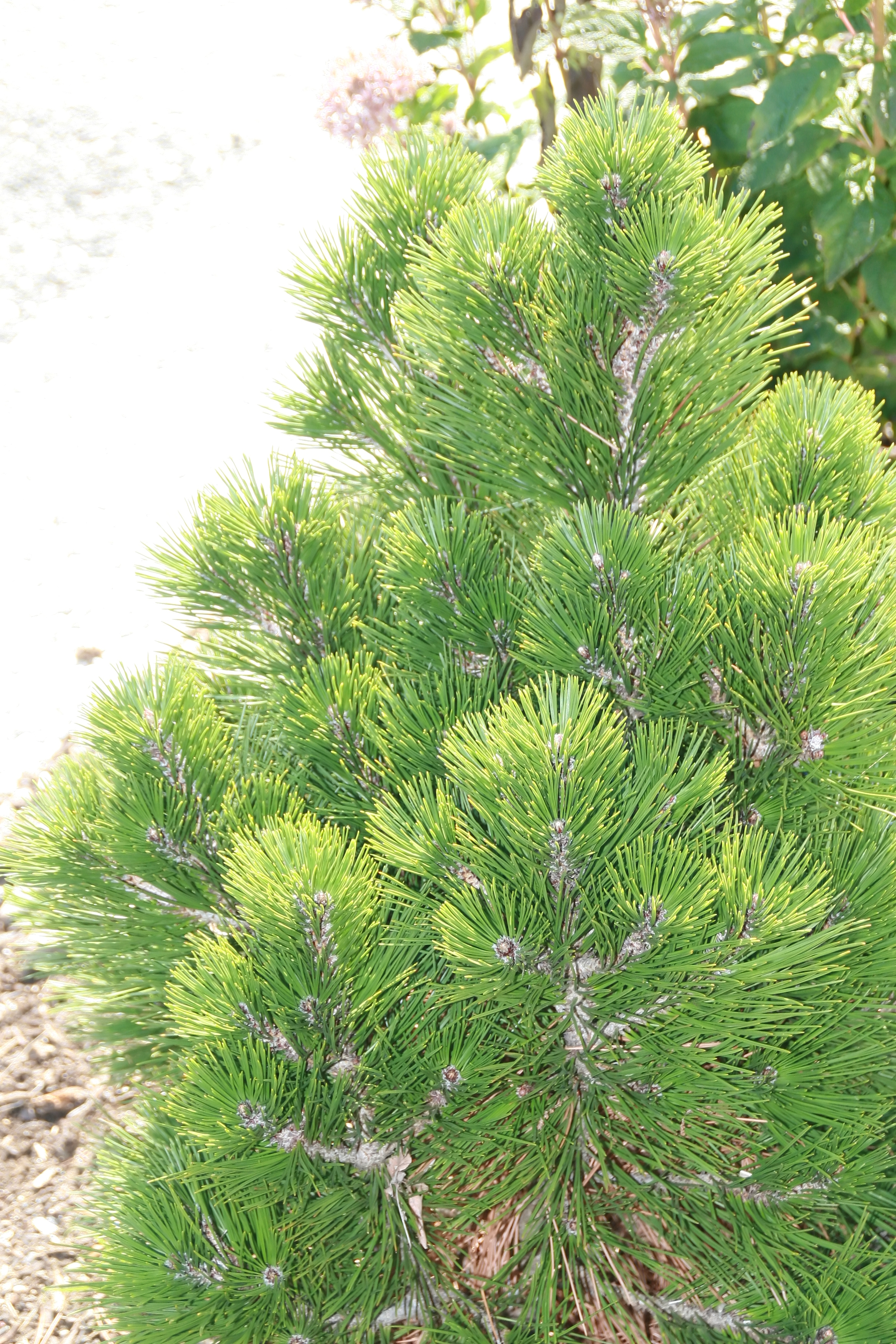
P.h.l. „Mint Truffle”